# باشگاه فوتبال سپاهان در فصل ۸۲–۱۳۸۱
در این صفحه شما اطلاعات سپاهان در فصل ۸۲–۱۳۸۱ فوتبال ایران را خواهید دید. سپاهان در این فصل در لیگ برتر دوم و جام حذفی شانزدهم شرکت کرد.

## بازیکنان
| شماره |          | نقش       | بازیکن                     |
| ----- | -------- | --------- | -------------------------- |
| ۱     | ارمنستان | دروازه‌بان | آرمناک پطروسیان            |
|       | ایران    | دروازه‌بان | حشمت الله کلیجی            |
|       | ایران    | دروازه‌بان | مسعود همامی                |
|       | ایران    | مدافع     | سیامک فراهانی              |
|       | ایران    | مدافع     | علی غلامی                  |
| 7     | ایران    | مدافع     | مجید بصیرت (کاپیتان دوم)   |
| 32    | ایران    | مدافع     | محمدرضا مهدوی              |
|       | ایران    | مدافع     | افشين حاجی پور             |
| 2     | ایران    | مدافع     | رضا حسن زاده               |
|       | ایران    | مدافع     | محمد رضا هنركار            |
| 15    | ایران    | مدافع     | مسعود خادمي                |
| 18    | ایران    | مدافع     | مصطفی حيدری                |
|       | ایران    | مدافع     | اردلان آشتيانی             |
| 21    | ایران    | مدافع     | سعید بیات                  |
| ۴     | ایران    | میانی     | محرم نویدکیا (کاپیتان سوم) |
|       | ایران    | میانی     | محمد رضا عاشوری            |

| شماره |          | نقش   | بازیکن                   |
| ----- | -------- | ----- | ------------------------ |
|       | ایران    | میانی | فرهاد بهادرانی           |
| 11    | ایران    | میانی | آرش رمضانی               |
| 9     | ایران    | میانی | سعيد رمضانی              |
| 26    | ایران    | میانی | اصغر طالب‌نسب             |
|       | ایران    | میانی | سامان ملایی              |
| 20    | ایران    | میانی | سهيل كرمي                |
| ۱۶    | ایران    | میانی | شاهین خیری               |
| 10    | ارمنستان | میانی | لئون استپانيان (کاپیتان) |
|       | ایران    | میانی | سيامك عاشوری             |
| 8     | ایران    | میانی | ناصر فرشباف              |
|       | ایران    | میانی | خسرو قجاوند              |
|       | ایران    | میانی | منصور احمدزاده           |
| 12    | ایران    | مهاجم | ادموند بزيک              |
| 23    | ایران    | مهاجم | سيدمهدی سيدصالحی         |
|       | ایران    | مهاجم | مجيد همامی               |
| 13    | ایران    | مهاجم | محمود کریمی              |

### کاپیتان
۱. لئون استپانیان
۲. مسعود خادمی
۳. محرم نویدکیا
۴. مجید بصیرت

## مسابقات

### بررسی مسابقات
| رقابت    | آمار | آمار | آمار | آمار | آمار | آمار | آمار | آمار  |
| رقابت    | بازی | ب    | ت    | ش    | گ‌ز   | گ‌خ   | ت‌گ   | % برد |
| -------- | ---- | ---- | ---- | ---- | ---- | ---- | ---- | ----- |
| لیگ برتر | ۲۶   | ۱۶   | ۴    | ۶    | ۴۷   | ۲۷   | ۲۰+  | ۰۶۲   |
| جام حذفی | ۰    | ۰    | ۰    | ۰    | ۰    | ۰    | ۰+   | —     |
| مجموع    | ۲۶   | ۱۶   | ۴    | ۶    | ۴۷   | ۲۷   | ۲۰+  | ۰۶۲   |

آخرین به‌روزرسانی در: ۷ آوریل ۲۰۱۸.

منبع: رقابت‌ها

### لیگ برتر خلیج فارس

#### عملکرد
| مجموع | مجموع  | مجموع | مجموع | مجموع | مجموع | مجموع | مجموع | خانه | خانه | خانه | خانه | خانه | خانه | مهمان | مهمان | مهمان | مهمان | مهمان | مهمان |
| بازی  | امتیاز | پ     | ت     | ش     | گ‌ز    | گ‌خ    | ت‌گ    | پ    | ت    | ش    | گ‌ز   | گ‌خ   | ت‌گ   | پ     | ت     | ش     | گ‌ز    | گ‌خ    | ت‌گ    |
| ----- | ------ | ----- | ----- | ----- | ----- | ----- | ----- | ---- | ---- | ---- | ---- | ---- | ---- | ----- | ----- | ----- | ----- | ----- | ----- |
| ۲۶    | ۵۲     | ۱۶    | ۴     | ۶     | ۴۷    | ۲۷    | ۲۰+   | ۹    | ۱    | ۳    | ۳۰   | ۱۵   | ۱۵+  | ۷     | ۳     | ۳     | ۱۷    | ۱۲    | ۵+    |

|}

آخرین به روز رسانی جدول 6 sep 2018
منبع: آمار و اطلاعات لیگ برتر
نحوه قرار گرفتن در جدول:1st امتیاز؛ 2nd تفاضل گل؛ 3rd گل زده.
# = رتبه در جدول؛ بازی = تعداد بازی؛ برد = بازیهای برده؛ مساوی = بازیهای مساوی؛ باخت = بازیهای باخته؛ زده = گل زده؛ خورده = گل خورده؛ تفاضل = تفاضل گل؛ امتیاز = امتیاز گرفته؛
(ق) = قهرمان؛ (س) = سقوط کرده؛ (ص) = صعود به رده بالاتر؛ (پ) = رفتن به پلی آف؛ (۱/۴) = رفتن به ۱/۴

#### خلاصه نتایج و وضعیت
| هفته  | ۱ | ۲ | ۳ | ۴ | ۵ | ۶ | ۷ | ۸ | ۹ | ۱۰ | ۱۱ | ۱۲ | ۱۳ | ۱۴ | ۱۵ | ۱۶ | ۱۷ | ۱۸ | ۱۹ | ۲۰ | ۲۱ | ۲۲ | ۲۳ | ۲۴ | ۲۵ | ۲۶ |
| ----- | - | - | - | - | - | - | - | - | - | -- | -- | -- | -- | -- | -- | -- | -- | -- | -- | -- | -- | -- | -- | -- | -- | -- |
| زمین  | خ | م | م | خ | م | خ | م | خ | م | خ  | م  | م  | خ  | م  | خ  | خ  | م  | خ  | م  | خ  | م  | خ  | م  | خ  | م  | خ  |
| نتیجه | پ | ت | پ | پ | پ | پ | پ | پ | پ | پ  | ش  | ش  | پ  | پ  | ت  | پ  | ش  | ش  | پ  | پ  | ت  | پ  | ت  | پ  | ش  | ش  |
| وضعیت | ۲ | ۳ | ۲ | ۱ | ۱ | ۱ | ۱ | ۱ | ۱ | ۱  | ۱  | ۱  | ۱  | ۱  | ۱  | ۱  | ۱  | ۱  | ۱  | ۱  | ۱  | ۱  | ۱  | ۱  | ۱  | ۱  |

آخرین بروزرسانی: ۲۸  تیر ۱۳۸۲.
منبع: Ipl (به انگلیسی)

زمین: م = مهمان، خ = خانه. نتیجه: ت = تساوی، ش = شکست، پ = پیروزی.

#### جدول لیگ
| رتبه | تیم           | بازی | برد | مساوی | باخت | گل زده | گل خورده | گل تفاضل | امتیاز | صعود یا سقوط                                |
| ---- | ------------- | ---- | --- | ----- | ---- | ------ | -------- | -------- | ------ | ------------------------------------------- |
| ۱    | سپاهان        | ۲۶   | ۱۶  | ۴     | ۶    | ۴۷     | ۲۷       | ۲۰+      | ۵۲     | صعود به مرحله گروهی لیگ قهرمانان آسیا ۲۰۰۴  |
| ۲    | پاس           | ۲۶   | ۱۳  | ۶     | ۷    | ۳۷     | ۲۳       | ۱۴+      | ۴۵     |                                             |
| ۳    | پرسپولیس      | ۲۶   | ۱۱  | ۱۱    | ۴    | ۳۰     | ۲۱       | ۹+       | ۴۴     |                                             |
| ۴    | فجر سپاسی     | ۲۶   | ۱۱  | ۹     | ۶    | ۲۸     | ۲۱       | ۷+       | ۴۲     |                                             |
| ۵    | پیکان         | ۲۶   | ۱۰  | ۷     | ۹    | ۲۷     | ۲۴       | ۳+       | ۳۷     |                                             |
| ۶    | سایپا         | ۲۶   | ۹   | ۸     | ۹    | ۲۹     | ۳۰       | ۱−       | ۳۵     |                                             |
| ۷    | فولاد         | ۲۶   | ۹   | ۷     | ۱۰   | ۳۴     | ۳۶       | ۲−       | ۳۴     |                                             |
| ۸    | ذوب‌آهن        | ۲۶   | ۱۰  | ۴     | ۱۲   | ۲۲     | ۲۹       | ۷−       | ۳۴     | صعود به مرحله گروهی لیگ قهرمانان آسیا ۲۰۰۴۱ |
| ۹    | استقلال       | ۲۶   | ۸   | ۸     | ۱۰   | ۳۲     | ۳۰       | ۲+       | ۳۲     |                                             |
| ۱۰   | برق شیراز     | ۲۶   | ۹   | ۵     | ۱۲   | ۲۸     | ۳۷       | ۹−       | ۳۲     |                                             |
| ۱۱   | استقلال اهواز | ۲۶   | ۶   | ۱۰    | ۱۰   | ۲۴     | ۳۰       | ۶−       | ۲۸     |                                             |
| ۱۲   | ابومسلم       | ۲۶   | ۵   | ۱۱    | ۱۰   | ۲۲     | ۲۶       | ۴−       | ۲۶     |                                             |
| ۱۳   | صنعت نفت      | ۲۶   | ۶   | ۸     | ۱۲   | ۲۵     | ۳۴       | ۹−       | ۲۶     | سقوط به لیگ آزادگان ۸۳–۱۳۸۲                 |
| ۱۴   | ملوان         | ۲۶   | ۶   | ۸     | ۱۲   | ۱۷     | ۳۴       | ۱۷−      | ۲۶     | سقوط به لیگ آزادگان ۸۳–۱۳۸۲                 |

#### نتایج
برد
      مساوی
      باخت
      انجام نشده
| تاریخ هفته | میزبان | نتیجه | مهمان | محل برگزاری |

| ۲۵ مهر ۱۳۸۱ ۱ | سپاهان                                                    | ۴ – ۱ | صنعت نفت  | اصفهان                                                   |
|               | استپانیان ۳' · بزیک ۵۴' ۲+۹۰' ۳+۹۰' · کرمی · بیات · کریمی | گزارش | حلالی ۸۰' | ورزشگاه: نقش جهان تماشاگران: ۵،۰۰۰ داور: خداداد افشاریان |

| ۳ آبان ۱۳۸۱ ۲ | ابومسلم    | ۱ – ۱ | سپاهان                                             | مشهد                               |
|               | عنایتی ۴۲' | گزارش | بیات ۹۰' · کرمی · کریمی · حسن‌زاده · نویدکیا · بزیک | تماشاگران: ۵،۰۰۰ داور: مهدی هنروری |

| ۱۰ آبان ۱۳۸۱ ۳ | استقلال                | ۲ – ۳ | سپاهان                                                                       | تهران                                  |
|                | نیکبخت ۵۲' · اکبری ۷۱' | گزارش | حاجی‌پور ۱۰' ۳۳' · نویدکیا ۹۰' (پنالتی) · فراهانی · فرشباف · استپانیان · بیات | تماشاگران: ۱۰،۰۰۰ داور: رحیم رحیمی‌مقدم |

| ۱۷ آبان ۱۳۸۱ ۴ | سپاهان                | ۲ – ۰ | صنعت نفت | اصفهان                                               |
|                | کریمی ۴۴' ۸۰' · خادمی | گزارش |          | ورزشگاه: نقش جهان تماشاگران: ۷،۰۰۰ داور: منصور محمدی |

| ۱ آذر ۱۳۸۱ ۵ | فولاد | ۱ – ۳ | سپاهان                                   | مشهد                                 |
|              |       | گزارش | محرم ۲' · فرشباف ۴' ۱۰' · خادمی · فرشباف | تماشاگران: ۸،۰۰۰ داور: فرجالله یثربی |

| ۱۵ آذر ۱۳۸۱ ۶ | سپاهان                                              | ۱ – ۰ | برق شیراز | اصفهان                                                   |
|               | بزیک ۶۰' · کرمی · عاشوری · بزیک · فرزانه · سیدصالحی | گزارش |           | ورزشگاه: نقش جهان تماشاگران: ۷،۰۰۰ داور: خداداد افشاریان |

| ۱۵ آذر ۱۳۸۱ ۷ | پیکان | ۰ – ۲ | سپاهان                                  | تهران                                   |
|               |       | گزارش | محرم ۳' ۷۱' · خادمی · رمضانی · طالبی‌نسب | تماشاگران: ۱،۰۰۰ داور: فریدون اصفهانیان |

| ۲۹ آذر ۱۳۸۱ ۸ | سپاهان                                    | ۳ – ۰ | سایپا | اصفهان                                                |
|               | طالب‌نسب ۴۰' · محرم ۴۴' · بزیک ۸۹' · خادمی | گزارش |       | ورزشگاه: نقش جهان تماشاگران: ۸،۰۰۰ داور: هدایت ممبینی |

| ۶ دی ۱۳۸۱ ۹ | ذوب‌آهن | ۰ – ۱ | سپاهان                 | اصفهان                                 |
|             |        | گزارش | محمود کریمی ۲' · خادمی | تماشاگران: ۱۵،۰۰۰ داور: رحیم رحیمی‌مقدم |

| ۱۲ دی ۱۳۸۱ ۱۰ | سپاهان                               | ۲ – ۱ | پرسپولیس | اصفهان                                               |
|               | بزیک ۲۳' · محرم ۸۵' · بیات · طالب‌نسب | گزارش |          | ورزشگاه: نقش جهان تماشاگران: ۴۰،۰۰۰ داور: جلال مرادی |

| ۱۹ دی ۱۳۸۱ ۱۱ | استقلال اهواز | ۱ – ۰ | سپاهان                    | اهواز                                 |
|               |               | گزارش | حاجی‌پور · فرشباف · فرزانه | تماشاگران: ۱۰،۰۰۰ داور: فرج‌الله یثربی |

| ۲۷ دی ۱۳۸۱ ۱۲ | فجر سپاسی | ۲ – ۱ | سپاهان             | شیراز                                   |
|               |           | گزارش | محرم ۵۰' · حسن‌زاده | تماشاگران: ۷،۰۰۰ داور: فریدون اصفهانیان |

| ۳ بهمن ۱۳۸۱ ۱۳ | سپاهان                                            | ۲ – ۱ | پاس | اصفهان                                                  |
|                | محرم ۲۵' · طالی‌نسب ۶۵' · بهادرانی · فرشباف · بزیک | گزارش |     | ورزشگاه: نقش جهان تماشاگران: ۴،۰۰۰ داور: رحیم رحیمی‌مقدم |

| ۲۳ بهمن ۱۳۸۱ ۱۴ | صنعت نفت | ۰ – ۱ | سپاهان                                         | آبادان                              |
|                 |          | گزارش | بزیک ۸۷' · حسن‌زاده · رمضانی · فرشباف · فراهانی | تماشاگران: ۱۳،۰۰۰ داور: مسعود مرادی |

| ۲ اسفند ۱۳۸۱ ۱۵ | سپاهان                                   | ۱ – ۱ | ابومسلم | اصفهان                                                |
|                 | بزیک ۷۹' · مهدوی · رضا حسن‌زاده · طالی‌نسب | گزارش |         | ورزشگاه: نقش جهان تماشاگران: ۴،۰۰۰ داور: هدایت ممبینی |

| ۵ اردیبهشت ۱۳۸۲ ۱۶ | سپاهان                                                       | ۳ – ۲ | استقلال | اصفهان                                                |
|                    | نویدکیا ۴۲' ۵۱' · کریمی ۸۸' · بیات · عاشوری · فرشباف · کریمی | گزارش |         | ورزشگاه: نقش جهان تماشاگران: ۴۰،۰۰۰ داور: مسعود مرادی |

| ۲۶ اسفند ۱۳۸۱ ۱۷ | ملوان | ۲ – ۱ | سپاهان           | بندر انزلی                           |
|                  |       | گزارش | بزیک ۱۷' · خادمی | تماشاگران: ۵،۰۰۰ داور: فرج‌الله یثربی |

| ۱۷ فروردین ۱۳۸۲ ۱۸ | سپاهان                                       | ۳ – ۲ | فولاد | اصفهان                                                    |
|                    | استپانیان ۲۶' · طالب‌نسب ۴۶' · خادمی · فرشباف | گزارش |       | ورزشگاه: نقش جهان تماشاگران: بدون تماشاگر داور: علی خسروی |

| ۲۵ فروردین ۱۳۸۲ ۱۹ | برق شیراز | ۱ – ۲ | سپاهان                                                      | شیراز                             |
|                    |           | گزارش | بزیک ۱۸' · کریمی ۵۲' · فرزانه · بیات · فرشباف · کرمی · بزیک | تماشاگران: ۵،۰۰۰ داور: سیامک بخشی |

| ۹ اردیبهشت ۱۳۸۲ ۲۰ | سپاهان                                              | ۲ – ۴ | پیکان | اصفهان                                              |
|                    | حیدری ۲۸' · رمضانی ۵۳' · مولایی ۷۰' · استپانیان ۸۵' | گزارش |       | ورزشگاه: نقش جهان تماشاگران: ۱۰،۰۰۰ داور: محسن ترکی |

| ۱۷ اردیبهشت ۱۳۸۲ ۲۱ | سایپا | ۰ – ۰ | سپاهان     | کرج                                    |
|                     |       | گزارش | کرمی کریمی | تماشاگران: ۵،۰۰۰ داور: خداداد افشاریان |

| ۲۱ اردیبهشت ۱۳۸۲ ۲۲ | سپاهان                                           | ۰ – ۴ | ذوب آهن | اصفهان                                                     |
|                     | بزیک ۱۷' ۶۴' · کریمی ۴۷' · نویدکیا ۵۱' · حسن‌زاده | گزارش |         | ورزشگاه: نقش جهان تماشاگران: ۱۵،۰۰۰ داور: فریدون اصفهانیان |

| ۲۳ اردیبهشت ۱۳۸۲ ۲۳ | پرسپولیس | ۱ – ۱ | سپاهان                     | تهران                                  |
|                     |          | گزارش | فرشباف ۶۲' · کرمی · فرزانه | تماشاگران: ۱۰،۰۰۰ داور: رحیم رحیمی‌مقدم |

| ۱ تیر ۱۳۸۲ ۲۶ | سپاهان                                           | ۳ – ۲ | پاس تهران | اصفهان                                                   |
|               | کریمی ۲۶' · بزیک ۶۱' · استپانیان · فرشباف · بزیک | گزارش |           | ورزشگاه: نقش جهان تماشاگران: ۲۰،۰۰۰ داور: رحیم رحیمی‌مقدم |

### جام حذفی

#### نتایج
برد
      مساوی
      باخت
      انجام نشده
| تاریخ هفته | میزبان | نتیجه | مهمان | محل برگزاری |

| ۱/۸ نهایی رفت | سپاهان | ۳ – ۰ | استقلال | اصفهان            |
|               |        |       |         | ورزشگاه: نقش جهان |

| ۱/۸ نهایی برگشت | استقلال | ۰ – ۱ | سپاهان | اصفهان            |
|                 |         |       |        | ورزشگاه: نقش جهان |

| ۱/۴ نهایی رفت | سپاهان | ۴ – ۲ | ملوان | اصفهان            |
|               |        |       |       | ورزشگاه: نقش جهان |

| ۱/۴ نهایی برگشت | ملوان | ۱ – ۱ | سپاهان | اصفهان            |
|                 |       |       |        | ورزشگاه: نقش جهان |

| نیمه نهایی                                                                             | ذوب آهن      | ۱ – ۱ (۴ – ۳ پنالتی)                                                                       | سپاهان | اصفهان            |
|                                                                                        |              |                                                                                            |        | ورزشگاه: نقش جهان |
|                                                                                        | ضربات پنالتی |                                                                                            |        |                   |
| Penalty scored · Penalty scored · از دست دادن پنالتی · Penalty scored · Penalty scored |              | Penalty scored · از دست دادن پنالتی · Penalty scored · Penalty scored · از دست دادن پنالتی |        |                   |

## عملکرد بازیکنان

### گل
| رتبه | بازیکن         | گل |
| ---- | -------------- | -- |
| ۱    | ادموند بزیک    | ۱۳ |
| ۲    | محرم نویدکیا   | ۱۲ |
| ۲    | محمود کریمی    | ۷  |
| ۳    | لئون استپانیان | ۳  |
| ۳    | ناصر فرشباف    | ۳  |
| ۳    | اصغر طالبی نسب | ۳  |
| ۴    | افشین حاجی پور | ۲  |
| ۵    | سعید بیات      | ۱  |
| ۵    | مصطفی حیدری    | ۱  |
| ۵    | سعید رمضانی    | ۱  |
| ۵    | سامان ملایی    | ۱  |

### کارت
| بازیکن             |   |   |   |
| ------------------ | - | - | - |
| مسعود خادمی        | ۷ | ۰ | ۰ |
| ناصر فرشباف        | ۷ | ۹ | ۲ |
| رضا حسن زاده       | ۶ | ۰ | ۰ |
| سهیل کرمی          | ۶ | ۰ | ۰ |
| سعید بیات          | ۵ | ۰ | ۰ |
| ادموند بزیک        | ۵ | ۰ | ۰ |
| حمیدرضا فرزانه     | ۴ | ۵ | ۱ |
| محمود کریمی        | ۳ | ۰ | ۰ |
| اصغر طالبی نسب     | ۳ | ۰ | ۰ |
| لئون استپانیان     | ۲ | ۰ | ۰ |
| سیامک عاشوری       | ۲ | ۰ | ۰ |
| سید مهدی سید صالحی | ۲ | ۰ | ۰ |
| سیامک فراهانی      | ۲ | ۰ | ۰ |
| سعید رمضانی        | ۲ | ۰ | ۰ |
| محرم نویدکیا       | ۱ | ۰ | ۰ |
| افشین حاجی پور     | ۱ | ۰ | ۰ |
| فرشاد بهادرانی     | ۱ | ۰ | ۰ |
| محمدرضا مهدوی      | ۱ | ۰ | ۰ |
| حشمت الله کلیجی    | ۱ | ۰ | ۰ |
| شاهین خیری         | ۱ | ۰ | ۰ |

## کادر فنی باشگاه
| سمت            | نام              | ملیت  |
| -------------- | ---------------- | ----- |
| سرمربی         | فرهاد کاظمی      | ایران |
| دستیار اول     | ناصر پورمهدی     | ایران |
| مربی بدنساز    | اسماعیل اردلان   | ایران |
| مربی دروازه‌بان | -                | -     |
| سرپرست         | عباس رمضانی      | ایران |
| پزشک           | عباسعلی ربیعی    | ایران |
| فیزیوتراپ      | امیر حسین شیربان | ایران |
| تدارکات        | ناصر ملارضایی    | ایران |

## حواشی
ساعاتی پس از قطعی شدن قهرمانی تيم سپاهان، بسياری از چراغ‌های سطح شهر اصفهان روشن و ماشين‌ها و اتوبوس‌های شهری با روشن‌ كردن چراغ‌ها و بوق‌زدن در سطح شهر به شادمانی پرداختند. علاقه‌مندان در نقاط مختلف شهر (چهارراه تختی، چهارراه نظر، دروازه تهران و ...) تجمع و به طرف مركز شهر حركت كردند. مراسم نورافشاني به مناسبت پيروزي سپاهان، در دو نقطه از شهر برگزار شد. مردم شهر راآذين‌بندی کردند. گروه‌های مختلف هواداران و جوانان ورزش‌دوست اصفهان با شعارهای «سپاهان دوستت داريم» و پلاكاردهايی با عنوان «سپاهان قهرمانيت مبارك» به ابراز احساسات پرداختند.
تيم فوتبال سپاهان پس از مسجل شدن قهرمانی اين تيم كه با كسب تساوي يك بر يك مقابل نزديك ترين رقيب سپاهان، پرسپولیس به دست آمد وارد اصفهان شد و مورد استقبال مسوولان ورزشي استان و هواداران تيمش قرار گرفت. بسياری از هواداران با موتور سيكلت و اتومبيل‌های گل آرايی و نقاشی شده به استقبال تيم سپاهان رفتند. تيم سپاهان در ساعت ۱۰ وارد فرودگاه اصفهان شد اما علي رغم اعلام قبلی بسياری از هواداران از ساعت های اوليه صبح در محل فرودگاه حاضر شده بودند. به هنگام ورود كاروان تيم سپاهان به سالن انتظار فرودگاه جمعيت مشتاق با در آغوش گرفتن كادر مربيگری، بازيكنان و مدير عامل باشگاه اين تيم و با سردادن شعارهاي (آسيا آماده باش - سپاهان داره مياد، سپاهان با غيرت، با غيرت‌ها به اصفهان خوش آمديد، ساكت دوستت داريم، كاظمي دوستت داريم و ..) از اين تيم استقبال كردند. بهمن البرزی مدير كل تربيت بدنی به همراه هيات همراه، مسوولين هيات فوتبال و مسوولين استان از جمله افرادی بودند كه در فرودگاه اصفهان حاضر و از تيم قهرمان استقبال كردند. سازمان رفاهي تفريحي شهرداری اصفهان - هيات‌های ورزشی و مغازه‌های سطح شهر اصفهان با نصب پرچم، پلاكارد و آذين بندی شهر، قهرماني اين تيم را تبريك گفتند.
سپاهان با کسب اولین قهرمانی بسیاری از ناظران را حیرت زده کرد. ایسنا که با تیتر سپاهان و شكست ركورد ‌30 ساله فوتبال تهران به استقبال قهرمانی سپاهان رفته بود در مطلبی به بررسی عملکرد سپاهان پرداخته بود و با محمد مایلی‌کهن سرمربی وقت تیم ملی امید مصاحبه کرد. مایلی‌کهن قهرماني زودهنگام سپاهان را حق اين تيم دانست و آن را از نادرترين اتفاقات فوتبال خواند. او معتقد بود همكاري تيمی، برنامه‌ريزي دقيق كاری، هزينه كردهای مناسب و استفاده از توانمندي‌های كليت باشگاه و تيم از جمله عواملی است كه سپاهان را به قهرماني رساند. وي همچنين اشراف كامل كادر فنی به تيم و بازيكنان، حمايت قاطع هواداران و استفاده‌ كامل از شرايط ميزبانی را از ديگر عوامل موثر در قهرمانی تيم سپاهان دانست و تصريح كرد: فولاد مباركه سپاهان يكی از تيم‌های محبوب تاريخ فوتبال ايران است كه دارای سابقه و قدمت زيادی می‌باشد.